# Sertão em Festa (filme)
Sertão em Festa é um filme brasileiro de 1970, dirigido por Oswaldo de Oliveira, com a participação da dupla Tião Carreiro e Pardinho, Simplício, Saracura, Nhá Barbina, Francisco Di Franco, Marlene Costa, Clenira Michel e do Duo Glacial.